# Autocharis margaronialis
Autocharis margaronialis là một loài bướm đêm trong họ Crambidae.